# Birreta

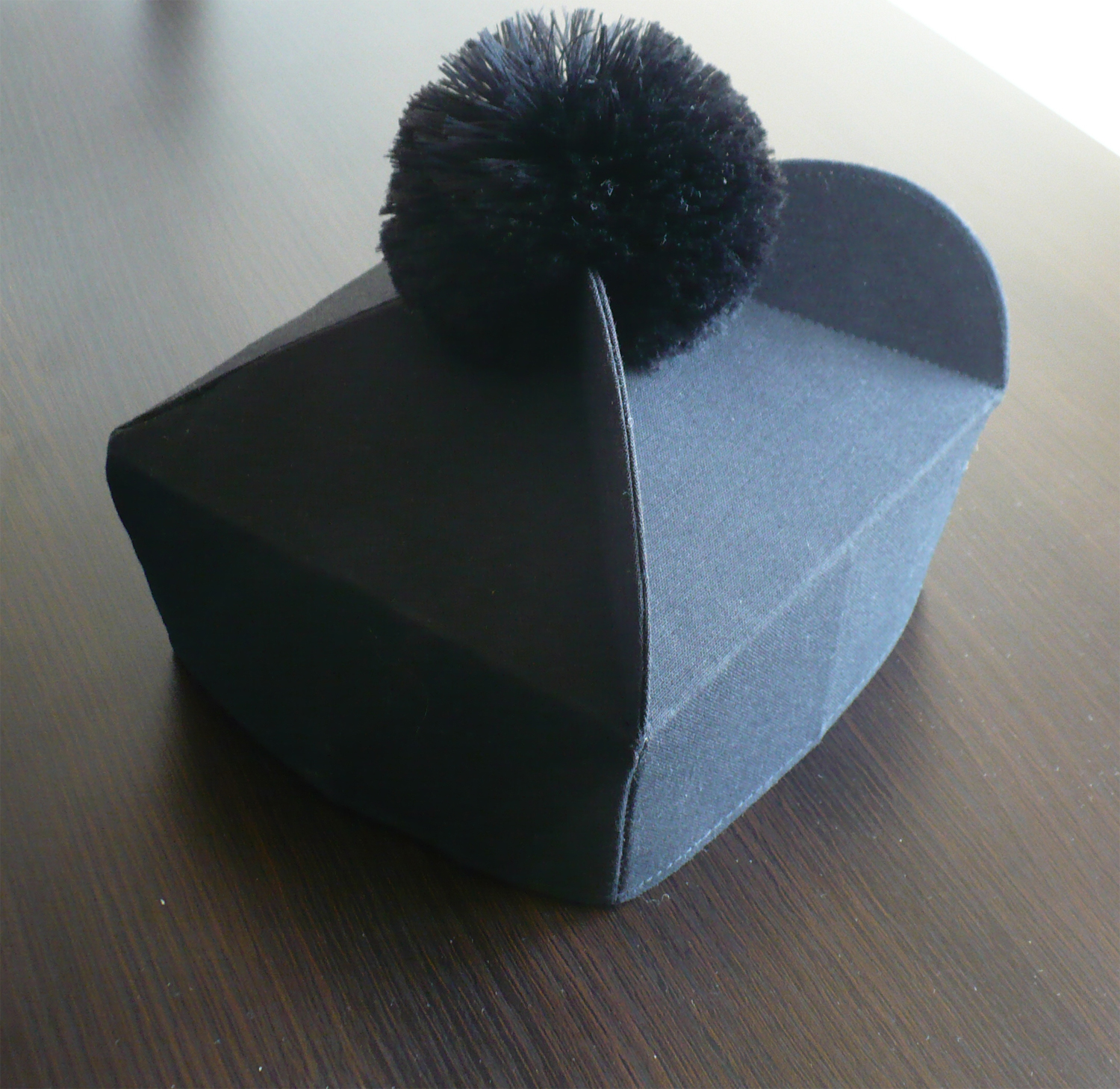
Tradicional birreta negra.

La birreta es un gorro  cuadrangular rematado con una borla del mismo color que utilizan los clérigos.

## Colores
El color de la birreta encierra gran simbolismo al estar diferenciado según su rango eclesiástico. Por ejemplo, el nombramiento de un cardenal se produce durante un acto solemne en que el Papa le impone la birreta de color rojo, reemplazando al capelo que se imponía con anterioridad al Concilio Vaticano II.
La diferenciación por colores es la siguiente:
- Cardenales. Roja, sin borla o con borla roja, en seda moaré o seda lisa.
- Nuncios apostólicos. Morada, en seda moaré, con borla del mismo color.
- Obispos. Morada, en seda lisa, con borla del mismo color.
- Canónigos. Negra, lisa, con borla roja.
- Prelados mayores. Negra, lisa, con borla morada.
- Párrocos. Negra, lisa, con borla del mismo color.
- Resto del clero. Suele ser negra, lisa y sin borla, aunque caben múltiples diferencias en el color de la borla y en el uso de cordoncillos de color en las aristas, según grados y costumbres locales. El clero regular no usa birreta, con excepciones como la blanca de algunas órdenes como los premostratenses o la negra sin borla y cuatro crestas que llevan los filipenses.
- El Papa no usa birreta, aunque excepcionalmente Juan XXIII se hizo confeccionar una de color blanco.

## Uso

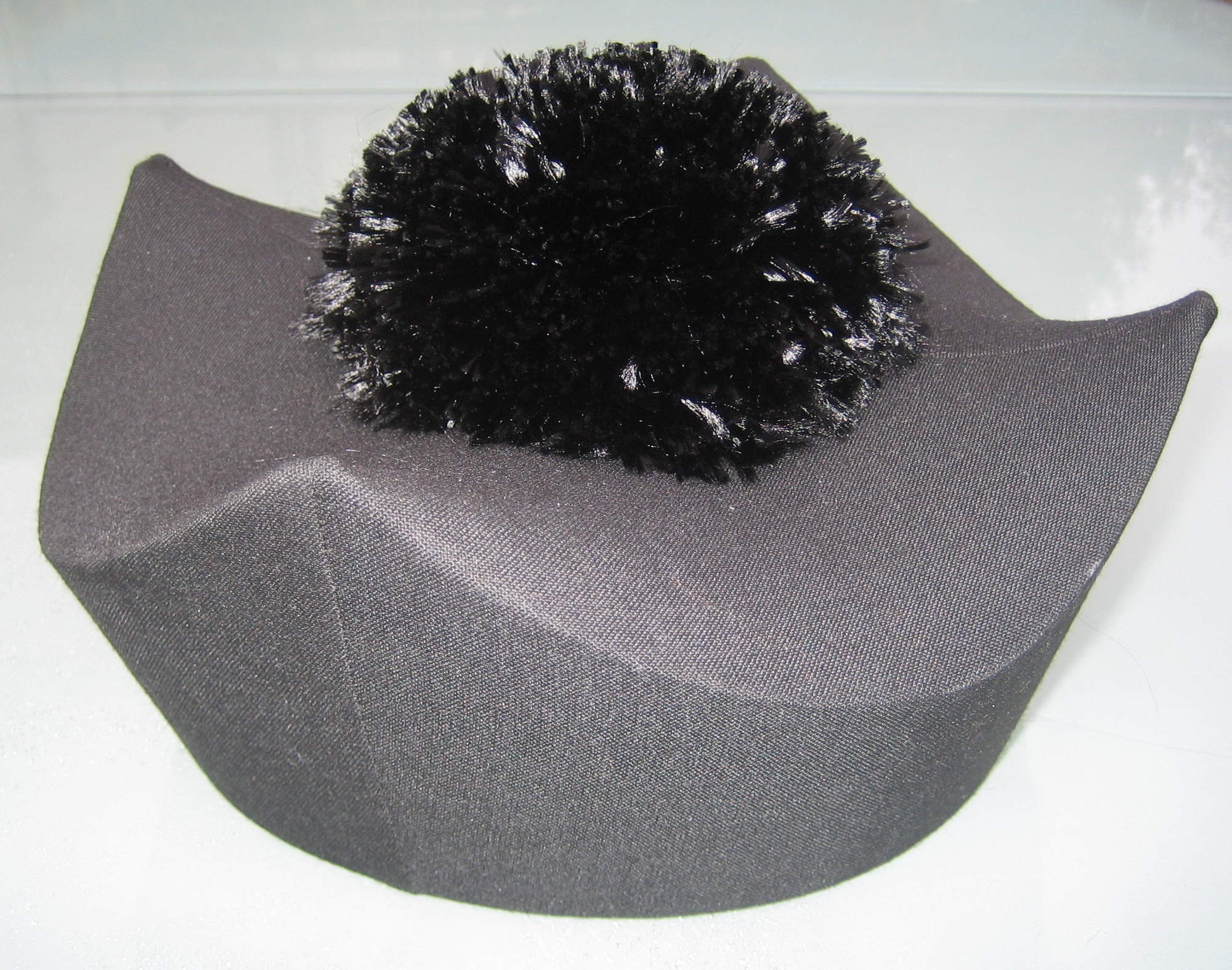
Bonete español de la Colección Philippi.

Antes de la reforma litúrgica realizada tras el Concilio Vaticano II, dicho cubrecabezas se usaba como parte de la vestimenta coral y también como elemento litúrgico. Hoy es bastante raro pues su uso quedó como facultativo. 
Lo pueden usar los celebrantes, preste, diácono y subdiácono, durante las procesiones de entrada y retirada a la sacristía, en las procesiones sin el Santísimo Sacramento, cuando predican y cuando están sentados en las funciones solemnes.
En el coro, se lo ponen los clérigos cuando están sentados, excepto si está el Santísimo Sacramento expuesto.
La birreta forma parte del conjunto de las prendas e insignias eclesiásticas de obispos y cardenales. Por lo tanto, si a éstos se les ha pedido explícitamente en el protocolo religioso y civil que lleven el traje de coro también deben llevar en la cabeza la birreta.